# Minderbroederskerk (Roermond)

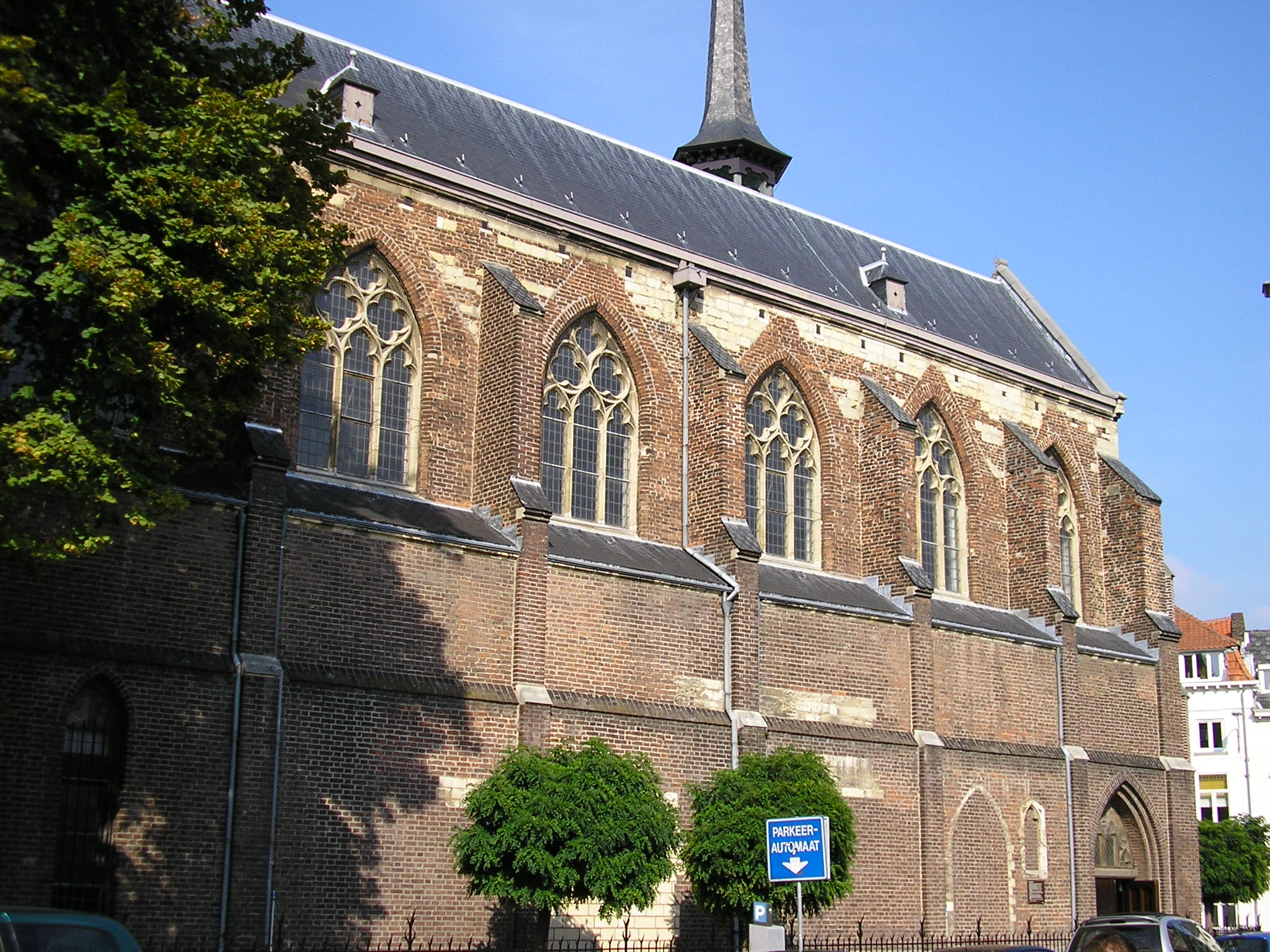
Minderbroederskerk

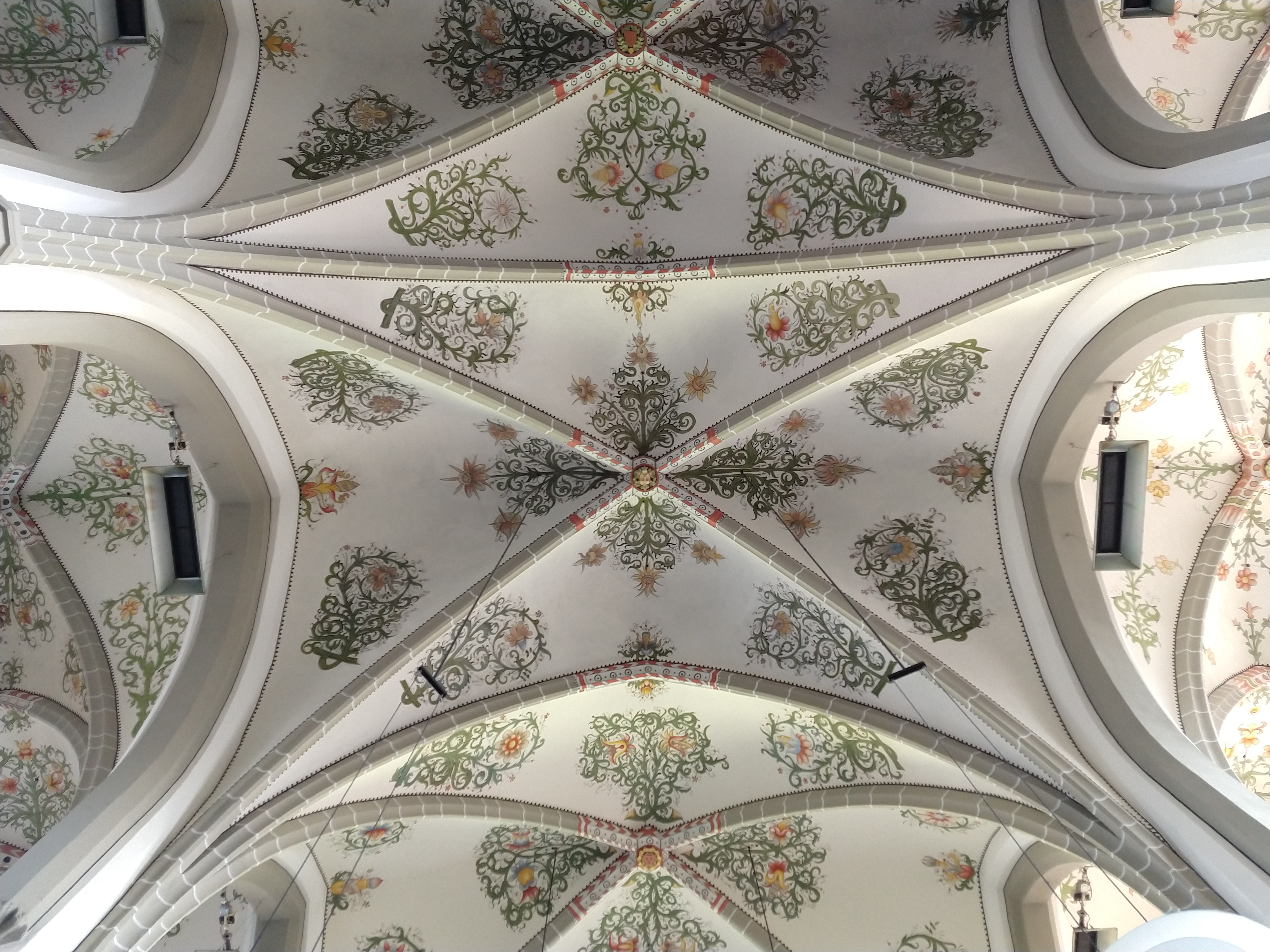
De gewelfschilderingen

De Minderbroederskerk is de voormalige kloosterkerk van de minderbroeders in de Nederlandse stad Roermond. Het gebouw aan de Minderbroederssingel 15 is tegenwoordig in gebruik als protestantse kerk.

## Geschiedenis
Het klooster van de minderbroeders werd gesticht in 1307 door Graaf Reinoud I van Gelre. Omstreeks 1400 zou de eerste kerk zijn gebouwd, en wel vlak bij de stadsmuur. Een stuk kolenzandsteen, dat aan de westzijde van de huidige kerk uitspringt, is een mogelijk restant van een 13e-eeuwse stadspoort, dat bij de vergroting van de kerk omstreeks 1500 in het kerkgebouw werd opgenomen. Het gotisch koor en middenschip van de huidige kerk zijn uit deze tijd. De toen eveneens gebouwde vrijstaande toren werd gesloopt in 1692. Begin 16e eeuw werd ook een noordelijke en een zuidelijke beuk aangebouwd. In 1572 werd de kerk door troepen van Willem van Oranje geplunderd, om in 1576 hersteld te worden. In 1710 (Spaanse Successieoorlog) werd de kerk weer beschadigd door brand na een bombardement. Opnieuw volgde herstel, maar in 1796 werden de broeders door de Fransen verjaagd, de kerk werd in beslag genomen en onder meer als paardenstal voor het leger gebruikt.
De broeders kwamen niet meer terug. In 1820 werd het koor van de kerk ter beschikking gesteld van de Hervormde gemeente van Roermond, en in 1864 kocht deze gemeente de rest van de kerk. Het klooster was echter in 1863 al gesloopt. De kerk werd van 1906-1908 gerestaureerd door Pierre Cuypers. Toen werd ook een dakruiter toegevoegd met een klokje uit 1892. Verdere restauraties zijn van 1947 en 1986. In 1992 leed de kerk schade door de aardbeving.

## Gebouw en interieur
Het gebouw is een gotische, bakstenen, hallenkerk. In 1986 werden ook rankenschilderingen op de gewelven aangebracht, nadat men resten van vroegere schilderingen van deze aard had aangetroffen. De huidige inventaris is deels 19e-eeuws en in neogotische stijl (preekstoel, herenbanken, koorhekken). Er zijn twee wapenstenen uit 1664, en enkele grafstenen (15e-17e eeuw).